# اوژن مانگالازا
اوژن مانگالازا (انگلیسی: Eugène Mangalaza؛ زادهٔ ۱۳ ژوئیهٔ ۱۹۵۰) سیاست‌مدار اهل ماداگاسکار است. وی از ۱۰ اکتبر ۲۰۰۹ تا ۱۸ دسامبر ۲۰۰۹ نخست‌وزیر این کشور بود.